# Aranuka
Aranuka  je naseljeni koraljni otok u sastavu Kiribata.

## Zemljopis
Nalazi se u grupaciji Gilbertovih otoka, 9 km jugoistočno od Kurie i 25 km jugozapadno od Abemame.

## Stanovništvo
Prema popisu stanovništva iz 2005. godine, na otoku je živjelo 1158 osoba (577 muškaraca i 581 žena) raspoređenih u tri naselja: Takaeang (320), Buariki (509) i Baurua (329).
| broj stanovnika | 984   | 1002  | 1015  | 966   | 1158  |
|                 | 1985. | 1990. | 1995. | 2000. | 2005. |

## Vanjske poveznice
|  | Zajednički poslužitelj ima još gradiva o temi Aranuka |